# Simzon Koch
Simzon Koch, född 25 december 1837 i Håby socken, Göteborgs och Bohus län, död 11 oktober 1889 i Mjölby socken, Östergötlands län, var en häradshövding i Lysings och Göstrings häraders domsaga mellan 1880 och 1889. Han var tidigare vice häradshövding i Östra härad, Jönköpings län.

## Biografi
Koch var föddes på Östra torp i Håby socken och var son till assessor Johannes Koch och Carolina Fröding.
Han var gift med Hulda Maria Agrell. Familjen flyttade 1880 till Strålsnäs i Östergötlands län och senare 1882 till tomt nummer 4 på Mjölby gästgivaregård.